# Championnat du monde de hockey sur glace 1990
Navigation
Suède 1989 Finlande 1991
Le Championnat du monde de hockey sur glace 1990 eu lieu du 16 avril au 2 mai en Suisse. Ce fut le 54e championnat du monde de hockey sur glace mais également le 65e championnat d'Europe de hockey sur glace.

## Mondial A

### Classement mondial
| Monde  | Country          |
| ------ | ---------------- |
| Or     | Union soviétique |
| Argent | Suède            |
| Bronze | Tchécoslovaquie  |
| 4      | Canada           |
| 5      | États-Unis       |
| 6      | Finlande         |
| 7      | Allemagne        |
| 8      | Norvège          |

#### Effectif vainqueur
| Place | Pays             | Joueurs |
| ----- | ---------------- | --- |
| 1     | Union soviétique | Andreï Khomoutov, Artūrs Irbe, Mikhaïl Tatarinov, Viatcheslav Fetissov, Valeri Kamenski, Ievgueni Davydov, Sergueï Nemtchinov, Sergueï Fiodorov, Pavel Boure, Dmitri Khristitch, Igor Kravtchouk, Viatcheslav Bykov, Aleksandr Semak, Vladimir Konstantinov, Alekseï Goussarov, Sergueï Mikhaïlovitch Makarov, Ilia Biakine, Iouri Leonov, Viktor Tioumenev, Vladimir Malakhov, Sergueï Priakhine |

### Classement européen
| Europe | Country          |
| ------ | ---------------- |
| Or     | Suède            |
| Argent | Union soviétique |
| Bronze | Tchécoslovaquie  |
| 4      | Finlande         |
| 5      | Norvège          |
| 6      | Allemagne        |